# X-27
X-27 (engelska: Dishonored) är en amerikansk långfilm från 1931 i regi av Josef von Sternberg, med Marlene Dietrich, Victor McLaglen, Gustav von Seyffertitz och Warner Oland i rollerna.

## Rollista
| Marlene Dietrich       | – Marie Kolverer / X27                    |
| Victor McLaglen        | – Kranau                                  |
| Gustav von Seyffertitz | – Chef för österrikiska säkerhetstjänsten |
| Warner Oland           | – von Hindau                              |
| Lew Cody               | – Kovrin                                  |
| Barry Norton           | – Ung löjtnant                            |